# Municipio de Buckman
El municipio de Buckman (en inglés: Buckman Township) es un municipio ubicado en el condado de Morrison en el estado estadounidense de Minnesota. En el año 2010 tenía una población de 733 habitantes y una densidad poblacional de 5,19 personas por km².

## Geografía
El municipio de Buckman se encuentra ubicado en las coordenadas 45°51′42″N 94°6′10″O / 45.86167, -94.10278. Según la Oficina del Censo de los Estados Unidos, el municipio tiene una superficie total de 141.36 km², de la cual 141,26 km² corresponden a tierra firme y (0,07 %) 0,1 km² es agua.

## Demografía
Según el censo de 2010, había 733 personas residiendo en el municipio de Buckman. La densidad de población era de 5,19 hab./km². De los 733 habitantes, el municipio de Buckman estaba compuesto por el 95,91 % blancos, el 0,55 % eran afroamericanos, el 1,09 % eran asiáticos, el 1,09 % eran de otras razas y el 1,36 % eran de una mezcla de razas. Del total de la población el 2,18 % eran hispanos o latinos de cualquier raza.